# بخش جکسون (شهرستان ساندوسکی، اوهایو)
بخش جکسون (به انگلیسی: Jackson Township) یک منطقهٔ مسکونی در ایالات متحده آمریکا است که در شهرستان ساندوسکای، اوهایو واقع شده‌است.
 بخش جکسون ۹۳٫۳ کیلومتر مربع مساحت و ۱٬۶۰۹ نفر جمعیت دارد و ۲۰۴ متر بالاتر از سطح دریا واقع شده‌است.